# 홍륜
홍륜(洪倫, 1350년 ~ 1374년)은 고려 후기의 인물로, 홍언박의 손자이자 홍사우의 아들이다.
1372년에 설치된 자제위에 소속되어 공민왕을 보필하는 한편 공민왕이 후사를 보기 위해 자제위에 소속된 청년들을 비빈들과 사통시켰는데 홍륜 또한 공민왕의 셋째 부인인 덕풍군의 딸 익비 한씨와 관계를 맺었다. 이후 임신한 사실이 최만생에 의해 공민왕에게 알려지고 공민왕은 이 사실을 알고 있는 이를 전부 죽일 것이라고 말하자 겁을 먹은 최만생이 홍륜에게 이 사실을 전하고 홍륜과 최만생을 비롯한 자제위가 모의하여 공민왕을 시해하였다. 이후 이인임에 의해 공민왕을 시해한 것이 발각되면서 처형당했다.

## 생애
본관은 남양 홍씨(南陽 洪氏) 공민왕 때의 문하시중 홍언박(洪彦博)의 손자이며 경상전라도순문사를 지낸 홍사우(洪師禹)의 아들이다.
1372년 (공민왕 21)에 설치된 자제위(子弟衛)에 소속되어 왕의 좌우에서 보필하다가 1374년 왕 시해사건에 연루되어 주살(誅殺)되었다.
고려사에 의하면 왕은 늦게까지 아들이 없자 후사를 얻기 위하여 자제위 소속 청년들로 하여금 여러 비빈(妃嬪)들과 사통(私通)시켜 아들을 낳게 하여 후사로 삼기를 원하였는데 윤이 익비(益妃) 공민왕의 셋째 부인과 관계하여 임신하게 되자 왕은 기뻐하며 이 사실을 아는 자는 모두 죽이겠다고 하자 이를 두려워한 윤이 환관 최만생(崔萬生)과 모의하여 왕을 시해하였다고 한다. 이러한 기록에 대해서는 조선왕조 사가(史家)들이 의도적으로 잘못 기록한 것이라는 주장도 제기돼 논란이 있다.

## 가계
- 조부 : 홍언박(洪彦博, 1309년~1363년)
  - 아버지 : 홍사우(洪師禹, ? ~ 1374년)
    - 딸 : 남양 홍씨(南陽 洪氏, ? ~ 1376년) - 홍륜과 익비 한씨(益妃 韓氏) 사이에서 태어난 딸

## 홍륜이 등장하는 작품

### 드라마
- KBS 대하드라마 《개국》(1983년~1983년, 배우:이계영)
- MBC 특별기획 드라마 《신돈》((2005년 배우: 미상)
- SBS 《대풍수》(2012년~2013년, 배우:이유성)
- KBS 대하드라마 《정도전》(2014년~2014년, 배우:서우진)
- SBS 《육룡이 나르샤》(2015년, 배우:정두홍)
- 채널 A 《천일야사》(2016년, 배우:김재호)

### 영화
- 《쌍화점》(2008년, 배우:조인성), 아역(여진구)

## 참고 문헌
- 고려사(高麗史)
- 고려사절요(高麗史節要)
- 동사강목(東史綱目)